# アルヴァロ・クニャル
アルヴァロ・バレイリニャス・クニャル（Álvaro Barreirinhas Cunhal、1913年11月10日 - 2005年6月13日）は、ポルトガルの政治家。1961年から1992年までポルトガル共産党（PCP）書記長を務めた。ユーロコミュニズムが浸透するヨーロッパの共産主義政党にあって、終始ソ連支持を貫いた。

## 経歴

### 生い立ちから共産党入党まで
コインブラで父アヴェリノ・エンリケ・ダ・コスタ・クニャル（1887年 – 1966年）と母メルセデス・シモンエス・フェレイラ・バレイリニャス（1888年 – 1971年）との間に三男として生まれる。父は貴族家クニャル・パトリシオ家の血を引くブルジョワジー出身の弁護士で、母は敬虔なカトリック教徒であった。
1931年、リスボン大学法学部在学中に、当時非合法であったポルトガル共産党に入党。1935年には初めて訪ソ、モスクワで開かれた第7回コミンテルン世界大会に出席し、1936年24歳にしてポルトガル共産党中央委員会委員となる。しかし翌年初めて逮捕される。
獄中からソ連の中絶非合法化を支持する内容の卒業論文を大学へ提出し、学位（法学）を取得（卒論審査員の中に後の首相マルセロ・カエターノがいる）。また、リスボンのコレジオにて数ヶ月間教鞭も執ったこともあり、教え子の中には1974年のカーネーション革命後政敵となり、後に大統領に就任したマリオ・ソアレスがいる。
1941年から1949年までは地下活動を余儀なくされ、共産党の事実上の指導者となった。1949年には再び逮捕、10年以上にわたる獄中生活の末、1960年にペニシェ監獄から脱獄する。なお、当時のサラザール政権は、ソ連の潜水艦がペニシェ沿岸に停泊し、クニャルの脱獄を支援したと主張している。

### 党書記長として

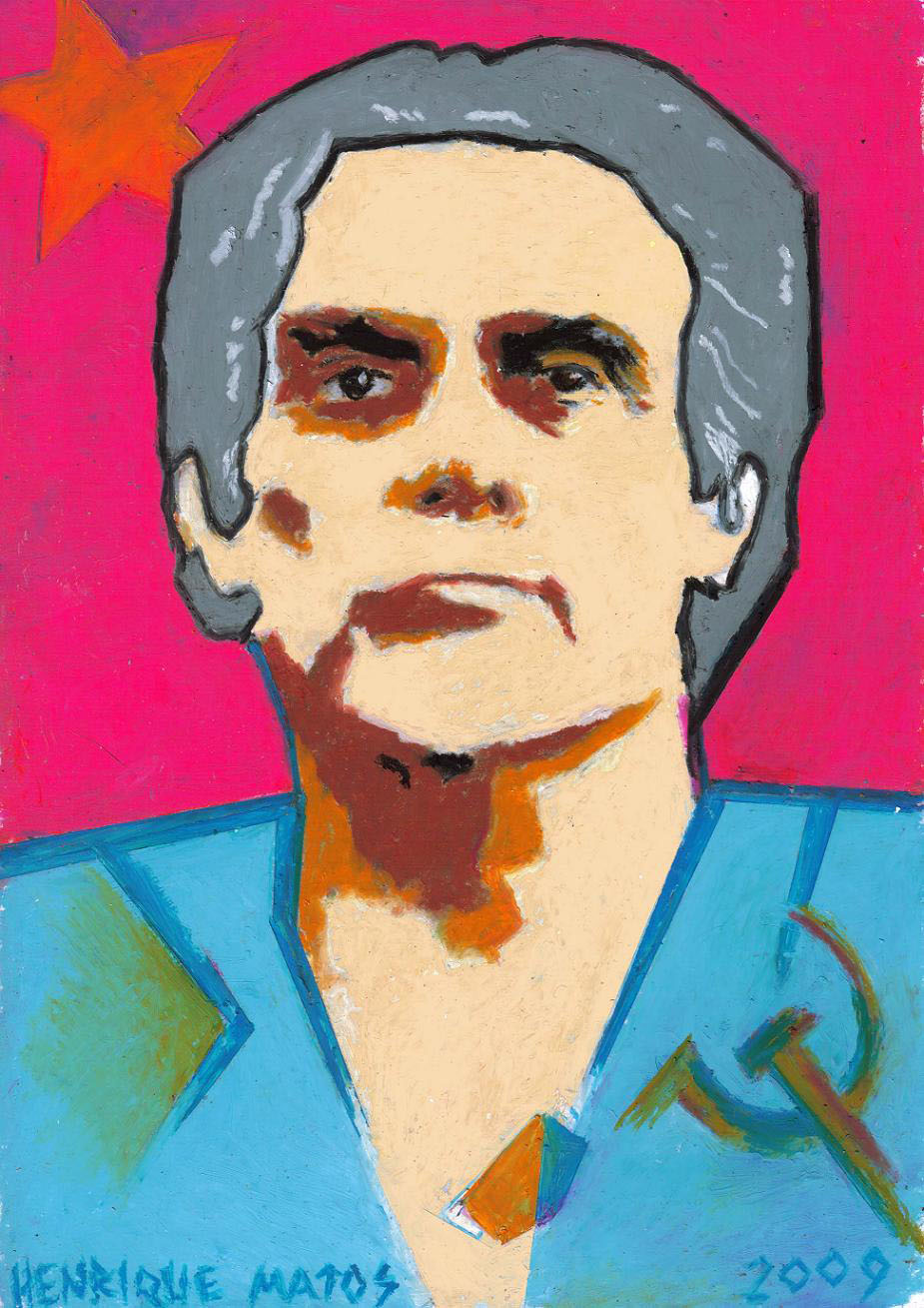
アルヴァロ・クニャル（オイルパステル）

ベント・ゴンサルヴェスが政治犯としてカーボベルデの収容所にて死亡すると、1961年には党書記長に選出。当時弾圧を避けてモスクワに亡命しており、その後1974年4月25日のカーネーション革命まではパリに滞在していた。
ポルトガルに戻ると共産党が合法化されたこともあり、革命後の政治的混乱の中で手腕を発揮、臨時政府では無任所大臣を務めた。一方この時期、共産党と繋がりが深いと見做されていた一部陸軍幹部が、革命後の臨時政府の首班に共産党寄りのヴァスコ・ゴンサルヴェスを指名すると、共産党が暴力革命を起こすのではないかとの疑念も浮上した。こうしたことから、ソアレス率いる社会党との対立関係が表面化、左派による統一戦線が結成されることは無かった。

### 党書記長引退から晩年まで
1992年に書記長職を離れ、後任にはカルロス・カルヴァリャスが就いたにも拘らず、引退後数年間は尚も党内外で強い影響力を保持。また、マヌエル・ティアゴ（Manuel Tiago）のペンネームで新現実主義小説を多数執筆した。なお、作家活動は投獄中から始まっており、その際書いたシェークスピアの悲劇『リア王』の翻訳が晩年になって出版された。
2005年6月13日リスボンで死去。91歳。

## 主著

### アルヴァロ・クニャル名義
- IV Congresso do Partido Comunista Português — O Caminho Para o Derrubamento do Fascismo.
- Duas intervenções numa reunião de quadros.
- Rumo à Vitória - As Tarefas do Partido na Revolução Democrática e Nacional.
- A Verdade e a Mentira sobre a Revolução de Abril.
- Acção Revolucionária, Capitulação e Aventura.
- O Partido Com Paredes de Vidro.
- A Revolução Portuguesa - O Passado e o Futuro.
- Fracasso e Derrota do Governo de Direita do PSD/Cavaco Silva.
- O 1º Governo PSD e a Resistência Democrática.
- Falência da Política de Direita do PS (1983-1985).
- Os Chamados Governos de Iniciativa Presidencial.

### マヌエル・ティアゴ名義
- Até Amanhã, Camaradas (2005年にテレビシリーズが放映)
- Five Days, Five Nights (novel)|Cinco Dias, Cinco Noites (1996年に映画化).
- A Estrela de Seis Pontas.
- A Casa de Eulália.
- Lutas e Vidas. Um conto.
- Os Corrécios e outros Contos.
- Um Risco na Areia.
- Fronteiras.